# 娜塔莎·雷尼耶
娜塔莎·雷尼耶（法語：Natacha Régnier，1974年4月11日—），女，比利时演员。曾获得欧洲电影奖最佳女演员。